# Phrontis complanata
Phrontis complanata is een slakkensoort uit de familie van de Nassariidae. De wetenschappelijke naam van de soort werd in 1835 voor het eerst geldig gepubliceerd door Powys.